# Ґраниця (Прушковський повіт)
Ґраниця (пол. Granica) — село в Польщі, у гміні Міхаловіце Прушковського повіту Мазовецького воєводства.
Населення — 1991 особа (2011).

## Демографія
Демографічна структура станом на 31 березня 2011 року:
|          | Загалом | Допрацездатний вік | Працездатний вік | Постпрацездатний вік |
| -------- | ------- | ------------------ | ---------------- | -------------------- |
| Чоловіки | 978     | 225                | 655              | 98                   |
| Жінки    | 1013    | 210                | 605              | 198                  |
| Разом    | 1991    | 435                | 1260             | 296                  |